# El mago de la serpiente
El Mago de la Serpiente es la cuarta novela de la saga de siete libros de El Ciclo de la Puerta de la Muerte escrita por Margaret Weis y Tracy Hickman publicada en 1992.

## Resumen
La novela prosigue el relato de El Mar de Fuego. Alfred salta hacia la Puerta de la Muerte al pasar la nave de Haplo junto a ella y se encuentra a sí mismo en una cámara de éxtasis como en la que despertó. De hecho, llega a pensar que se encuentra en Ariano. Cansado, decide volver a dormirse… solo para descubrir a alguien en “su” cámara de éxtasis y darse cuenta de que hay un puñado de extraños en todas las demás que comienzan a despertar. Alfred no ha hecho más que tropezar con un escondrijo de supervivientes Sartan nada convencional: se halla en Chelestra, el Mundo de Agua, y la cámara en la que se halla conserva a Samah, el líder del Concilio de los Siete, lo equivalente al líder de todos los Sartan que quedan vivos.
Mientras tanto, Haplo se encuentra preparando su nave tan rápido como le es posible para evitar tener que hablar con Xar. Había enviado una carta que mentía sobre el estado de Abarrach, sentenciando que había descubierto un mundo completamente muerto. De esta manera, ocultaba la realidad sobre la existencia de la nigromancia por miedo al uso que podría darle Xar si lo supiera. Sin embargo, Xar alcanza a Haplo y este confiesa casi todo lo que ha visto por lo que recibe un severo castigo por traicionar y dudar de su señor antes de ser enviado de vuelta con su nave a través de la Puerta de la Muerte. La llegada a Chelestra no resulta ser tan cómoda como se esperaba. Por algún motivo, el agua del mundo tiene la propiedad de anular toda la magia rúnica, incluso borrando los tatuajes de Haplo y las inscripciones de su piedra de gobierno. Su nave se desintegra en cuestión de minutos cuando se da cuenta de otra particularidad: el agua de Chelestra es respirable como si de aire se tratara. Frío y mojado, aunque no precisamente sediento, comienza a pensar qué hará a continuación.
La narrativa se entreteje con el diario personal de Grundle, hija y heredera de los líderes de la población enana de Chelestra. A diferencia de otros mundos, aquí los mensch han hecho las paces y conviven (o casi) en harmonía. Las dos mejores amigas de Grundle son las hijas de la población de elfos y humanos (Sabia y Alake, respectivamente). Los mensch, en este momento, están planeando un migración. Chelestra posee masas de tierra llamadas lunas marinas (“durnai” para los Sartan) desperdigadas por el interior de sus aguas, pero su sol marino es migratorio, y esta luna marina en la que viven en particular está a punto de congelarse. Han estado construyendo una serie de submarinos gigantes, los caza-soles, pero justo cuando Grundle está a punto de botarlos (con un mechón de su pelo en lugar de una botella de champán), algo los destruye: una enormes serpientes negras de ojos rojos brillantes. Estas serpientes demandan la rendición incondicional de las hijas de cada familia real ante ellas. Los padres planean rechazarlo pero Grundle, Alake y Sabia deciden marcharse por su cuenta. Las tres amigas se reúnen y escapan en un sumergible, navegando hacia una muerte segura que se topa con Haplo.
Una vez que llegan a Draknor, sin embargo, las serpientes (a las que Haplo llama serpiente-dragón) cambian totalmente de actitud: argumentan que ellas están aquí solamente para ayuda a los mensch y sorprenden a las tres con una ingente cantidad de regalos creados de la nada. Cuando se dan cuenta de quién es Haplo adoptan una actitud distinta. Su líder, el Regio, le aseguran que les “encantaría” ayudarle a conquistar este mundo, o los cuatro, o cualquier cosa que desee. Sin embargo, Haplo se muestra nervioso. Las runas de su cuerpo, las cuales brillan a la menor señal de peligro, refulgen como nunca y todos sus sentidos están en alerta apremiándole a huir de su presencia. Cuando Haplo les pregunta quienes son y quién las ha creado el Regio susurra “fuisteis vosotros, Patryn”. Pero los dragones juran fidelidad y eso es lo que le importa. Haplo, junto a sus nuevos aliados, regresa con los mensch. Las noticias de que Sabia se ha quitado la vida por desesperación no evitan que las serpientes-dragón vuelvan a montar los caza-soles destruidos y la migración continua tal y como se planeó pero con un nuevo destino: el Cáliz, la única masa de tierra de Chelestra permanente habitada por los Sartan.
Alfred está teniendo problemas en adaptarse a la convivencia con su gente por diferentes razones. Por un lado, y por motivos que desconoce, el perro de Haplo se encuentra allí con él. Por otro, Samah descubre que la amenaza Patryn ha resurgido y ya está preparando un plan para una contraofensiva. Por último, hay muchos secretos que los Sartan están escondiendo, como la Cámara de los Condenados, con la que Alfred está tan familiarizado, la cual es de hecho la Séptima Puerta desde la que los Sartan provocaron la Separación. Samah y sus seguidores conocían el Gran Poder, pero lo ignoraron deliberadamente, algo que Alfred lo encuentra irrazonable. Además, aquellos pocos Sartan que se opusieron al plan fueron arrojados al Laberinto junto con los Patryn, dónde ciertamente fueron masacrados. Y, finalmente, el propio Alfred ha cambiado, en parte por el tiempo pasado rodeado de los mensch en Ariano pero sobre todo en compañía de Haplo, ya que le resulta imposible volver a ver a los Patryn como el odiado y tan repudiado enemigo. Es costumbre entre los Sartan revelar entre ellos sus nombres Sartan privados, pero Alfred continúa utilizando su seudónimo humano, un hecho que exaspera y excita a partes iguales a Orla, la mujer de Samah, con la que poco a poco Alfred empieza a enamorarse.
Los mensch llegan al Cáliz e intentan negociar por un espacio en el que asentarse pero Samah no está dispuesto. Trata con ellos como si fueran un grupo de niños salvajes y se sorprende cuando ve que lo tratan como a un igual: con dignidad y respeto pero sin ser intimidados. También se muestra angustiado por sus aliados: Haplo, el malvado y peligroso Patryn y las serpientes-dragón, quienes atacaron a los Sartan hace miles de años y les forzaron a la hibernación. Cuando les pregunta quienes las crearon, las serpientes-dragón responden: “fuisteis vosotros, Sartan”. Samah rechaza comprometerse a nada y los mensch, de mala gana, optan por tomar las armas. Utilizarán a las serpientes-dragón para excavar a través de la masa de tierra de Cáliz, anegándola de agua temporalmente para neutralizar la magia de los Sartan y permitiendo así la invasión pacífica de los mensch.
Haplo regresa a Draknor junto con Devon, Grundle y Alake en un segundo sumergible. Explica el plan pero rechaza las alteraciones que puedan hacer las serpientes-dragón que podrían provocar numerosas bajas en ambos bandos -incluso aunque esas bajas afecten a mensch y Sartan, poblaciones a las que su bienestar no debería importarle y que, además, así se lo había ordenado Xar. Los mensch escuchan esta explicación (convenientemente expuesta en el idioma humano) pero no así las órdenes del Regio que consisten en asesinarlos y devolver los cuerpos a sus padres, convirtiendo la inminente conquista en una sangría.
Para sorpresa de Haplo, Alfred aparece con el perro. En presencia de este enemigo Sartan, Haplo admite lo que no se atreve a decir a los demás: las serpientes-dragón no son sus subordinadas. Crecen con el caos, el miedo, el odio, la confusión, la desesperación; lo están usando a él, a todos, en un intento de destruir los cuatro mundos. Incluso cuando Samah se teletransporta allí mismo rezumando ira y odio Haplo es consciente del destino que corren. Él y Samah lucha, cada uno de ellos intentando capturar como prisionero al otro y Samah consigue salir victorioso valiéndose del agua de Chelestra pero todo se ve abruptamente interrumpido cuando las serpiente-dragón empiezan a atacar a los mensch. Haplo se lanza en su rescate a pesar de no poder contar con su magia mientras Alfred contiene a Samah. Haplo no puede salvar a Alake y parece estar condenado él mismo cuando un gigantesco y majestuoso dragón hace acto de presencia derrotando al Regio y al resto de serpientes-dragón. Haplo, tambaleándose hacia la playa intentando recuperar su magia, encuentra a Alfred inconsciente. Grundle, quien lo vio transformarse, insiste en que Alfred era el dragón, pero nadie la cree -y menos aún Alfred.
Samah sale airoso. Haplo es encarcelado aunque, con el nivel del agua aumentando, no por mucho tiempo. Alfred es sentenciado por el Concilio al exilio en el Laberinto por sus crímenes y Orla elige acompañarle en lugar de permanecer con su gente pero antes será despojada de su magia como castigo. Devon y Grundle, quienes ya no son los niños que Haplo se encontró la primera vez, le desean buena suerte y Grundle le regala su diario antes de regresar con sus padres. Haplo vuelve a su celda, sabiendo ya qué debe hacer a partir de ahora. Las serpientes-dragón -mentirosas, astutas y taimadas que se alimentan del miedo- son realmente el enemigo a derrotar.

## Críticas
- “El Mago de la Serpiente” fue reseñado por Booklist, Publishers Weekly y Library Journal.
- El libro llegó a ser superventas en las listas de Locus Magazine, Waldenbooks y B. Dalton.[1]